# فرودگاه پورتو الگره
فرودگاه پورتو الگره (به انگلیسی: Porto Alegre Airport) یک فرودگاه همگانی با کد یاتا PGP است . این فرودگاه در کشور  سائوتومه و پرینسیپ قرار دارد .